# Revista Brasileira de Paleontologia
Revista Brasileira de Paleontologia is een Braziliaans, aan collegiale toetsing onderworpen open access wetenschappelijk tijdschrift op het gebied van de paleontologie. De naam wordt in literatuurverwijzingen meestal afgekort tot Rev. Bras. Palaontol. Het wordt uitgegeven door de Sociedade Brasileira de Paleontologia. Het eerste nummer verscheen in 2004.